# جوادیه (تهران)
جوادیه یکی از شناخته‌شده‌ترین و از محله‌های قدیمی شهر تهران است. جوادیه در جنوب‌غربی میدان راه‌آهن واقع شده‌است و خط غربی راه‌آهن از محدوده جوادیه می‌گذرد. این محله در جنوب شهر تهران واقع شده و در منطقه ۱۶ تهران قرار دارد.

## نام‌گذاری
نام‌گذاری این محله از روی نام کوچک فردی به نام «جواد فرد دانش» در سال ۱۳۳۰ (خورشیدی) انجام شد که مالک بسیاری از زمین‌های این محله بود.
جوادیه مانند بیشتر محله‌های پایتخت، مهاجرپذیر بوده و از سراسر کشور به نسبت گوناگون، اقوام ایرانی را در خود جا داده‌است اما بافت اولیه این محله را ترک‌های آذربایجان و افغانستانی ها تشکیل داده‌اند. هم‌اکنون نیز بیشتر ساکنین و اهالی جوادیه را ترک‌های شهرستان اردبیل، شهرستان سراب و زنجان، اهالی شمال کشور و لرستان .ترکمن صحرا تشکیل می‌دهند. این محله با توجه به قدیمی بودن، امکانات نسبتا کمی دارد.

## محدوده
جوادیه در محدوده بزرگراه‌های درجه یک شهر تهران قرار گرفته‌است. در غرب آن بزرگراه یاریجانی واقع شده که به بزرگراه نواب صفوی وصل است. بوستان ولایت نیز در کناره غربی محله جوادیه قرار دارد. در بخش شمالی این محله، خطوط راه‌آهن تهران، در بخش شرقی آن خانه‌های کارکنان شرکت راه‌آهن و کارخانه دیزل راه‌آهن دیده می‌شود. در پایان، از جنوب به بزرگراه تندگویان می‌رسد.

## مکان‌های عمومی
شاخص‌ترین مکان‌های نزدیک به محله جوادیه بیمارستان بهارلو، بوستان ولایت و فرهنگسرای بهمن می‌باشند. دو سینمای توسکا و شیرین که از سینماهای قدیمی تهران بودند در جوادیه قرار دارند که البته، سال‌ها است تعطیل هستند و تقریباً به مخروبه تبدیل شده‌اند. جوادیه دارای یک بازارچه بزرگ و قدیمی است.
محله جوادیه دارای حسینیه و هیئت‌های مذهبی فراوانی است. همچنین در بخش شرقی محله، میدان کشتارگاه پیشین (میدان بهمن امروزی) قرار دارد که جگرکی‌های فراوانی در آن قرار دارند.
امروز، خط ۳ متروی تهران از جوادیه می‌گذرد.

## مشکلات
بافت فرسوده و محدود شدن آن به واسطه پل‌ها و بزرگراه‌ها از مشکلات اصلی جوادیه هستند. ساخت و سازهای بسیار، باعث افزایش چشمگیر تراکم جمعیت این محله شده‌اند. عرض کوچه‌ها در بخش شمالی جوادیه در بسیاری جاها بسیار کم است و کوچه‌ها بسیار نامنظم و ناراست هستند. در این بخش، بیشتر خانه‌ها بسیار قدیمی بوده و فضای کمی دارند. این وضعیت در بخش جنوبی جوادیه -حوالی خیابان ۲۰ متری جوادیه- بهتر است.
البته در سال‌های گذشته این وضعیت عمرانی بهتر شده ولی همچنان بیشتر این محله از بافت فرسوده تشکیل شده‌است که با خرید زمین و ساخت خانه‌ها و بازسازی آنها این محله روبه پیشرفت چشم‌گیری هست.

## شخصیت‌های سرشناس
افراد سرشناسی که در زمینه‌های کاری گوناگون در جوادیه زندگی کرده‌اند:
- سهيلا غفاري‌راد، گوينده و بازيگر
- محمدرضا عالی‌پیام، شاعر و فعال سیاسی
- رامسین خدامرادی، صداپیشه و دوبلور و بلاگر
- علی ربیعی، وزیر کار و امور اجتماعی
- محمدرضا آقاسی، شاعر
- حسین الله‌کرم، فعال سیاسی
- رسول بشاش کنزق، باستان‌شناس
- سعید دبیری، شاعر و ترانه‌سرا و آهنگساز
- مهدی مهرپور، روزنامه‌نگار اقتصادی
- ابوطالب طالبی، کشتی‌گیر
- محمود کدخدایی، کشتی‌گیر
- نادر فریادشیران، فوتبالیست و مربی
- حسن خانمحمدی، فوتبالیست
- پیروز قربانی، فوتبالیست
- فرزاد حاتمی، فوتبالیست
- جعفر مختاری‌فر، فوتبالیست و مربی
- فرهاد کاظمی، فوتبالیست و مربی
- غفار شارقی، بوکسور
- محمود جوانبخت، نویسنده و مستندساز
- فرهاد جم، بازیگر
- داریوش فرضیایی، مجری و بازیگر
- محمدرضا علیمردانی، مجری و بازیگر
- هومن حاجی عبداللهی، مجری و بازیگر
- حسن جوهرچی، بازیگر
- سیروس همتی، بازیگر
- حمید اکبری، چهرهٔ ماندگار آرایشگری
- آرمین زارعی، خواننده
- علی سلیمانی، بازیگر
- شهرام عبدلی، بازیگر
- حمیدرضا جوانبخت، نویسنده و روزنامه‌نگار